# Ludwig Gumplowicz

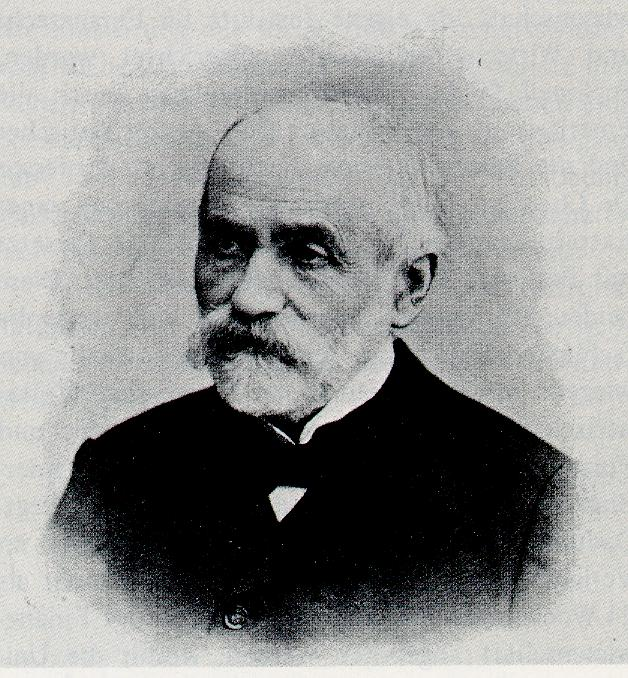
Ludwig Gumplowicz

Ludwig Gumplowicz (auch: Ludwig Gumplowitsch; polnisch Ludwik Gumplowicz; * 9. März 1838 in der Republik Krakau (heute Polen); † 19. August 1909 in Graz, Österreich) war ein polnischer Jurist und Professor für Staats- und Verwaltungsrecht an der Universität Graz. Er gilt als einer der Gründerväter der europäischen Soziologie. In seinem Werk „Der Rassenkampf“ entwarf er eine sozialdarwinistisch begründete Rassentheorie.

## Leben
Gumplowicz wurde als Sohn des Krakauer Rabbiners Simon Gumplowicz in eine alteingesessene Familie galizischer Rabbiner hineingeboren. Der Karriere wegen hatte er sich taufen lassen, behielt aber zeitlebens ein lebhaftes Interesse an jüdischen Angelegenheiten, etwa an der Frage nach einer „jüdischen Nationalität“.
Gumplowicz studierte Jura an der Jagiellonen-Universität in Krakau und wurde dort Anwalt und Publizist. Als glühender polnischer Patriot nahm er 1863 am Januaraufstand der Polen gegen Russland teil. Infolge des Scheiterns dieses Aufstandes und aufgrund fortwährender nationalistischer Agitation musste Gumplowicz Krakau verlassen.
1876 begann er seine akademische Lehrtätigkeit in Graz als Privatdozent für Verwaltungslehre und er wurde dort 1882 außerordentlicher, 1893 ordentlicher Professor (lehrte bis 1908).
Von seinen Söhnen spielte Władysław in der sozialistischen Partei eine Rolle, während Maximilian (Max Gumplowicz, Wien), sich der Erforschung der mittelalterlichen polnischen Geschichte widmete und in einem Werk über die Anfänge der jüdischen Religion in Polen (Początki religii żydowskiej w Polsce, 1903) die zweifelhafte These vom chazarischen Ursprung der polnischen Juden vertrat.
Der Sohn Maximilian starb bereits 1894. Ludwig Gumplowicz schrieb eine Widmung in dem in Innsbruck veröffentlichten Buch aus dem Nachlass Max Gumplowicz' über die Geschichte Polens. 1909 nahm Ludwig Gumplowicz sich, seit langem unheilbar an Zungenkrebs erkrankt, zusammen mit seiner fast erblindeten Frau das Leben. Diese Nachricht wurde in Kreisen des sehr beliebten Professors mit großer Erschütterung vernommen.

## Lehre
Seine Herkunft aus der alsbald vom Vielvölkerstaat Österreich-Ungarn annektierten Republik Krakau und aus jüdischer Familie machte ihn mit der Problematik unterdrückter Ethnien früh vertraut und beeinflusste sein lebenslanges Eintreten für die Sache vor allem der slawischsprachigen Minderheiten im Habsburgerreich.
Soziologisch ein früher Vertreter der späteren Konfliktsoziologie, nahm er zunächst die „Rassen“, nach seiner „soziologischen Wende“ die „Gruppen“ zum Ausgangspunkt und sah den Staat als Unterwerfungs-Institution jeweils bestimmter herrschender Gruppen (vgl.: Elite). Theodor Geiger sah in ihm wie in Émile Durkheim einen Vertreter des Soziologismus, d. h. der Auffassung, dass die Gesellschaft als solche eine Art von Über-Persönlichkeit darstelle, die eine von ihren Gliedern unabhängige Existenz lebe. Gumplowicz Theorie lässt sich generell dem sozialwissenschaftlichen Positivismus unterordnen, demzufolge soziale Entwicklungen natürlichen Gesetzmäßigkeiten unterliegen, die aufzudecken die Aufgabe der Soziologie sei.
Seine politischen Standpunkte und sein polemisches Temperament führten ihm zahlreiche polnische und italienische Studenten zu, so dass seine Theorien in Polen und Italien, aber auch in den Kronländern Kroatien und Böhmen Einfluss gewannen, während er von Seiten deutscher Soziologen weniger Beachtung fand. Unter den beeinflussten Gelehrten ragt Gustav Ratzenhofer hervor.
Im Jahr 1959 wurde in Wien-Donaustadt (22. Bezirk) die Gumplowiczstraße nach ihm benannt.

## „Rassenkampf“
In seinem Buch „Der Rassenkampf“ (1883/1909) behauptete Gumplowicz, der Mensch habe sich „seiner Natur, seinen Trieben und Bedürfnissen, seinen Fähigkeiten und geistigen Eigentümlichkeiten nach“ seit der Urzeit nicht geändert. Gumplowicz folgerte aus Naturgesetzen, dass „die Masse der Organismen auf der Erde immer die gleiche bleiben muss und dass dieselbe durch kosmische Verhältnisse unseres Erdballs bedingt ist ... Vermehren sich die einen, dann müssen die anderen zugrunde gehen.“ Es sei die Aufgabe der Soziologie, Darwins allgemeine Entwicklungsgesetze auf den Menschen auf sein soziales Handeln anzuwenden. Die Soziologie ist nach Gumplowicz eine „Lehre von den sozialen Gruppen, ihrem gegenseitigen Verhalten und ihren dadurch bedingten Schicksalen“. Der einzelne Mensch gilt Gumplowicz als soziales Atom, als passives Glied einer Gruppe und Produkt seiner Umwelt. Die Gruppe ist das die Menschen verbindende soziale Element. Soziale Erscheinungen sind nach Gumplowicz „Verhältnisse, die durch das Zusammenwirken von Menschengruppen und Gemeinschaften zustande kommen“. In den Gruppen herrschen definierte Regeln. Die „soziale Tätigkeit“ ist nach Gumplowicz die „Selbsterhaltung der Gruppe, [die] die Mehrung ihrer Macht, Begründung und Kräftigung ihrer Herrschaft oder doch ihrer sozialen Stellung in Staat und Gesellschaft zum Zwecke hat“. Im Gegensatz zu Karl Marx’ historischem Materialismus nahm Gumplowicz an, dass eine stetige historische Weiterentwicklung nicht existiere. Der einzige konstante Faktor der Geschichte sei der „Rassenkampf“. Das „soziale Naturgesetz“ besagt nach Gumplowicz: „[…] jedes mächtigere ethnische oder soziale Element strebt danach, das in seinem Machtbereich befindliche oder dahin gelangende schwächere Element seinen Zwecken dienstbar zu machen“. Kampf und Krieg, Unterjochung und Ausbeutung seien durchgängige Motive der sozialen Bewegung, die nicht ausgelöscht werden könnten.

## Antizionismus
Gumplowicz war erklärter Gegner des Zionismus, obwohl er nicht gegen ihn auftrat. Seine Einstellung geht aus einer interessanten Briefkorrespondenz hervor, die er mit Herzl im Dezember 1899 führte. Brief Herzls an Ludwig Gumplowicz in Graz (11. Dezember 1899):
„Hochgeehrter Herr Professor, Ihr dieswöchentlicher Aufsatz in der ‚Zukunft‘ (‚Soziologische Geschichtsauffassung‘, Bd. 29) hat mich zu mancherlei Gedanken angeregt, und zu dem Wunsche, Ihre Ansicht über den Zionismus kennenzulernen. Sie haben wohl schon von dieser verrückten Bewegung gehört. Ich lasse Ihnen einige Publikationen schicken: meine Broschüren und die stenographischen Protokolle der drei Baseler Kongresse. Es bereitet mir ein nachhaltiges Vergnügen, dass die Universität und noch andere ernsthafte Kreise die Bewegung bisher nicht bemerkt oder nicht verstanden haben. Ein hübsches Detail: in meiner ersten Schrift vom Judenstaate, mit der diese heute schon in aller Welt verbreitete Bewegung begann, war ein Kapitel dem Rechtsgrunde des Staates gewidmet. Ich setzte an die Stelle der kümmerlich opportunistischen Theorie der ‚Naturnotwendigkeit‘ – vom contrat social nicht mehr zu reden – die Theorie der negotiorum gestio [Herzls juristischer Vergleich mit der ‚Geschäftsführung ohne Auftrag‘], die, wie mir scheint, vor Ihrer soziologischen Auffassung bestehen kann. Diese Theorie, die vielleicht mindestens diskutabel ist, wurde bisher noch von Niemandem eines Blickes gewürdigt. Ich tue offenbar nicht gelehrt genug. Lesen Sie die Sachen, die ich Ihnen schicke, wenn Sie Zeit haben, eine Bewegung zu beobachten, die noch nicht historisch ist, aber es möglicherweise werden wird. Hochachtungsvoll. Ihr ergebener Th. Herzl“
Gumplowicz’ Antwort vom 12. Dezember 1899:
„Geehrtester Herr Doctor! Sie thun mir Unrecht wenn Sie glauben dass ich Ihre Congressrede u. Schriften (auch die Nordaus!) nicht kenne – ich habe sie alle gelesen und besitze sie. Gelesen mit Überwindung denn ich war oft wüthend über Sie beide – zu wiederholten Malen warf ich die Schriften wüthend unter den Tisch – um sie dann wieder aufmerksam weiter zu lesen – mit steigendem Ingrimm. Ich möchte Sie beide verdammen – wenn ich nicht Determinist wäre und keinen Verbrecher verdamme. Ich bin alter Vertheidiger in Strafsachen und würde auch für Sie und Nordau warm plädieren: denn Ihre Motive begreife ich, die Naturnothwendigkeit für Ihre traurige unsinnige Strömung begreife ich – und last not least ich glaube, dass sie trotz alledem - trotz all dem Unsinn der in ihr steckt doch etwas Gutes mit sich bringen wird nähmlich [sic] eine Selbstbesinnung des Judenthums und eine Anbahnung moralischer Hebung. Sie fragen, warum ich still sass und nicht gegen den Zionismus auftrat? Weil es vergebens wäre – weil er zu natürlich ist, aber trotzdem eine – Fehlbewegung! (Es giebt viel Fehlbewegungen u. Strömungen die schliesslich doch etwas Gutes schaffen – d. h. sie erreichen wohl nicht ihr proclamirtes Ziel aber erzeugen einige respectable Nebenproducte an die sie nicht gedacht haben. Auch der Socialismus ist ja eine solche Bewegung!) Übrigens, was brauche ich gegen den Zionismus aufzutreten – da ich seit 25 Jahren eine denselben von Grund aus widerlegende Theorie in zahlreichen Schriften entwickle! Ihre theoretischen, historisch garnirten Grundlagen des Zionismus sind alle falsch! Ihr seidt in einem schrecklichen historischen Irrthum befangen – u. von einer politischen Naivität wie ich sie nur Dichtern verzeihen kann. Ihr wisst nicht, dass die Juden zweimal grosse historische Falsch-Meldungen begangen haben – einmal als sie sich in Palästina meldeten dass sie direkt aus Egypten kommen – das 2te Mal als sie im Osten Europas sich meldeten dass sie aus Palästina kommen! Beides ist falsch! Ebenso falsch als dass unsere ‚Arier‘ aus Indien kommen! Wie man hier fälschlich aus der Sprache auf die Abstammung folgert, folgert man dort fälschlich aus der Religion auf die Abstammung! Im literarischen Nachlasse m. Sohnes Max findet sich eine Abhandl. über die ‚Anfänge der jüd. Religion in Polen‘ – die ich zu veröffentlichen Bedenken trage um nicht den Antisemiten noch einige Schimpfwörter zu liefern – die aber die Wahrheit nachweist wer eigentlich diese Millionen poln. u. russischer Juden sind! In Palästina waren ihre Vorfahren eben so wenig wie die Palästinenser in Egypten! Das ist Ihre historische Grundlage! Und nun Ihre politische Naivität! Sie wollen einen Staat ohne Blutvergiessen gründen? Wo haben Sie das gesehen? Ohne Gewalt u. ohne List? So ganz offen u. ehrlich – auf Actien? Gehen Sie und schreiben Sie Gedichte u. Feuilletons mitsamt dem Nordau – aber lassen's mich aus mit Ihrer Politik! Oder rechnen Sie auf den Gondel-Willi und den Abdul-Hamid? Sie glauben diese zwei fetten Fleischklumpen können einen Staat gründen für die Juden – auch wenn sie nicht solche ,achbroischim‘ [jiddisch: ‚Ratten‘] wären wie sie sind! Lieber Herr Doctor! verzeihen Sie meine so vertraute Offenheit – das sind m. Ansichten über die Sache. Da ich mich nicht für unfehlbar halte so rede ich Niemandem ab von dem Zionismus der ihm anhängt. Zu mir kommen begeisterte Zionisten u. fragen mich um Rath (z. B. Dr. Moses Schorr aus Lemberg). Ich sagte ihm – ich theile diese Ansichten nicht – doch mache ich keine antizionistische Propaganda – ich ziehe Niemanden ab davon! Ich weiss ja nicht wozu dieser naturnothwendig entstandene Unsinn gut sein kann? Da ich das nicht weiss – so halte ich mich fern u. passiv. Ich bedaure diese Bewegung – wie ich den armen Kranken bedaure der sich in Schmerzen windet u. dem ich nicht helfen kann! Mit bestem Gruss! Ihr ergebenster Gumplowicz“

## Schriften (Auswahl)
- Jüdische Zustände in Krakau einst und jetzt, 1859
- Prawodawstwo polskie względem Żydów, Krakau 1867 (über die Geschichte der Judengesetzgebung in Polen)
- Raçe und Staat, 1875 (2. überarb. Aufl. als „Rasse und Staat“ 1909 im Anhang zur 2. Aufl. von Der Rassenkampf)
- Philosophisches Staatsrecht, 1877 (2. Aufl. unter dem Titel Allgemeines Staatsrecht, Innsbruck 1897; Übersetzung der 1. Aufl. ins Spanische durch Pedro Dorado Montero, 1898)
- Das Recht der Nationalitäten und Sprachen in Österreich-Ungarn, Wien 1879
- Rechtsstaat und Sozialismus, Wien 1881
- Verwaltungslehre mit Berücksichtigung des österreichischen Verwaltungsrechts, Wien 1882
- Der Rassenkampf, soziologische Untersuchungen, Wien 1883, online. (2. Aufl. 1909; Übersetzung ins Französische durch Charles Baye, 1893)
- Grundriss der Soziologie, Wien 1885 (ebenfalls von Baye übersetzt)
  - 2. Auflage 1905 (online)
- Einleitung in das österreichische Staatsrecht, Berlin 1889 (2. Aufl. Berlin 1896 unter dem Titel Kompendium der österreichischen Rechtsgeschichte)
- Österreichisches Staatsrecht, Wien 1891 (2. Aufl. 1902)
- Die soziologische Staatsidee, Graz 1892 (2. Aufl. Innsbruck 1902)
- Soziologische Essays, Innsbruck 1899
- Soziologie und Politik, Leipzig 1902
- Geschichte der Staatstheorien, 1905
- Sozialphilosophie im Umriss, postum 1910

## Herausgeberschaft
- Ludwig Gumplowicz gab 1869–1874 die Zeitschrift Kraj (Land) heraus.